# 35 d'Àries
35 d'Àries (35 Arietis) és una estrella de la constel·lació d'Àries. Té una magnitud aparent de +4,65.